# George Clarkson Stanfield

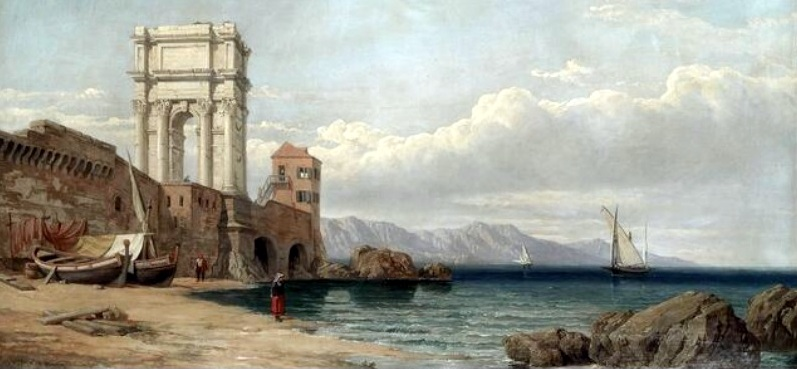
Veduta del porto di Ancona, con l'Arco di Traiano

George Clarkson Stanfield (Londra, 1º maggio 1828 – Hampstead, 22 marzo 1878) è stato un pittore britannico paesaggista, noto soprattutto per le vedute dipinte durante i suoi viaggi in Francia, Germania, Svizzera e Italia. In particolare sono conosciuti i suoi dipinti con soggetto marino.

## Biografia
George Clarkson Stanfield nacque a Londra, secondo figlio del pittore Clarkson Frederick Stanfield (1793–1867) e di Rebecca Adcock. Ricevette la sua formazione artistica in gran parte da suo padre e dipinse la stessa classe di soggetti tra cui primeggia l'arte paesaggistica e specialmente le vedute marine. Frequentò le Royal Academy Schools, ma non fu formalmente iscritto.
È noto soprattutto per le vedute dipinte durante i suopi viaggi nella valle del Reno, della Mosella, del Lahn e della Mosa, in Svizzera e in Italia, dove visitò il Lago di Lugano, il Lago di Como, il Lago d'Iseo e altri laghi prealpini, Verona, Venezia, Ancona, Roma e il Lazio. Realizzò anche vedute costiere della Francia e della Gran Bretagna.
Stanfield espose, a partire dall'età di sedici anni, all'Accademia Reale di Belle Arti dal 1844 al 1876, per un totale di 49 opere, e alla British Institution dal 1844 al 1867 (un totale di 73 opere). Ebbe un successo limitato durante la sua vita, probabilmente a causa di un cambiamento nei gusti del pubblico.

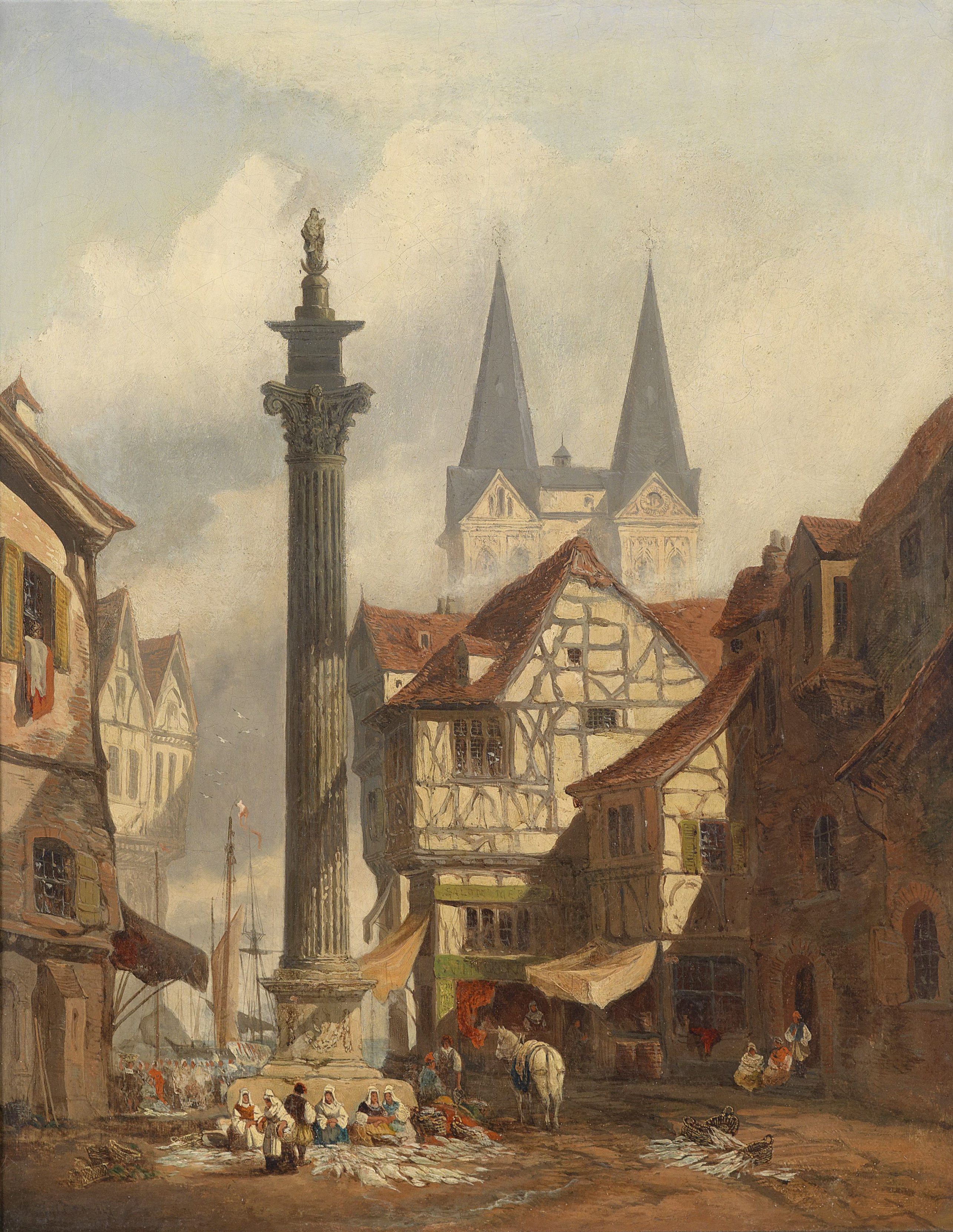
Cityscape (1847)
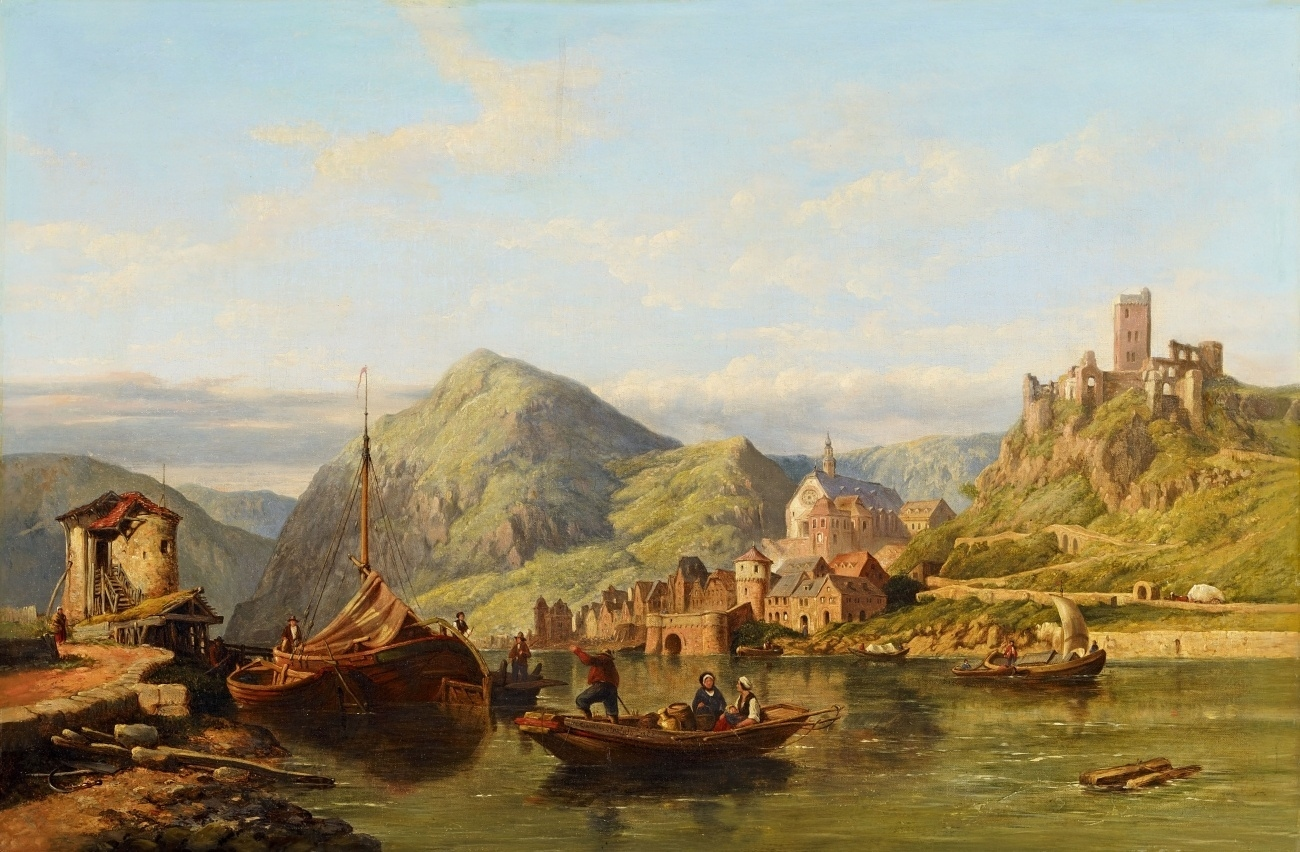
Beilstein on the Moselle (1855)
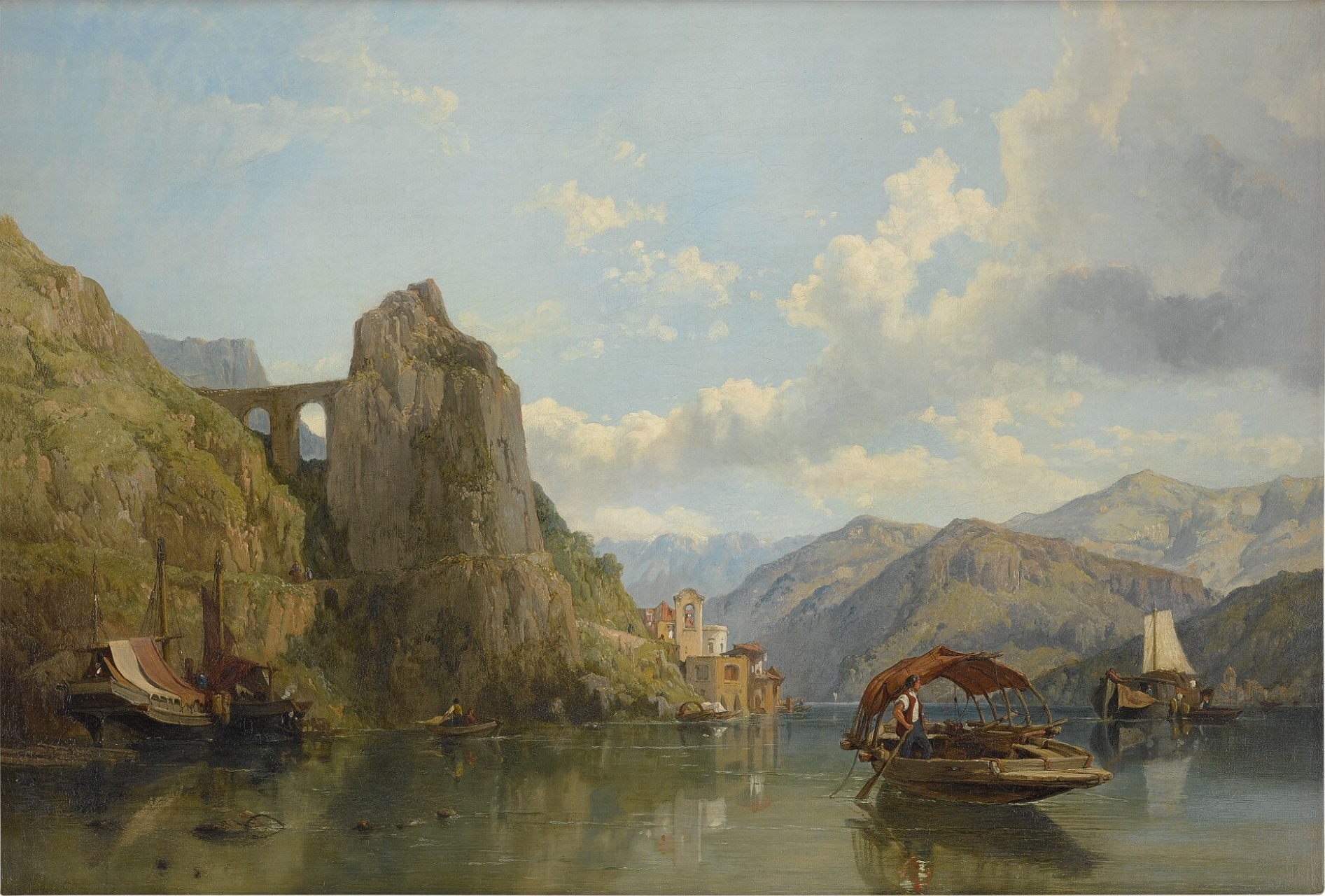
Near Loggio, on the Lake of Lugano
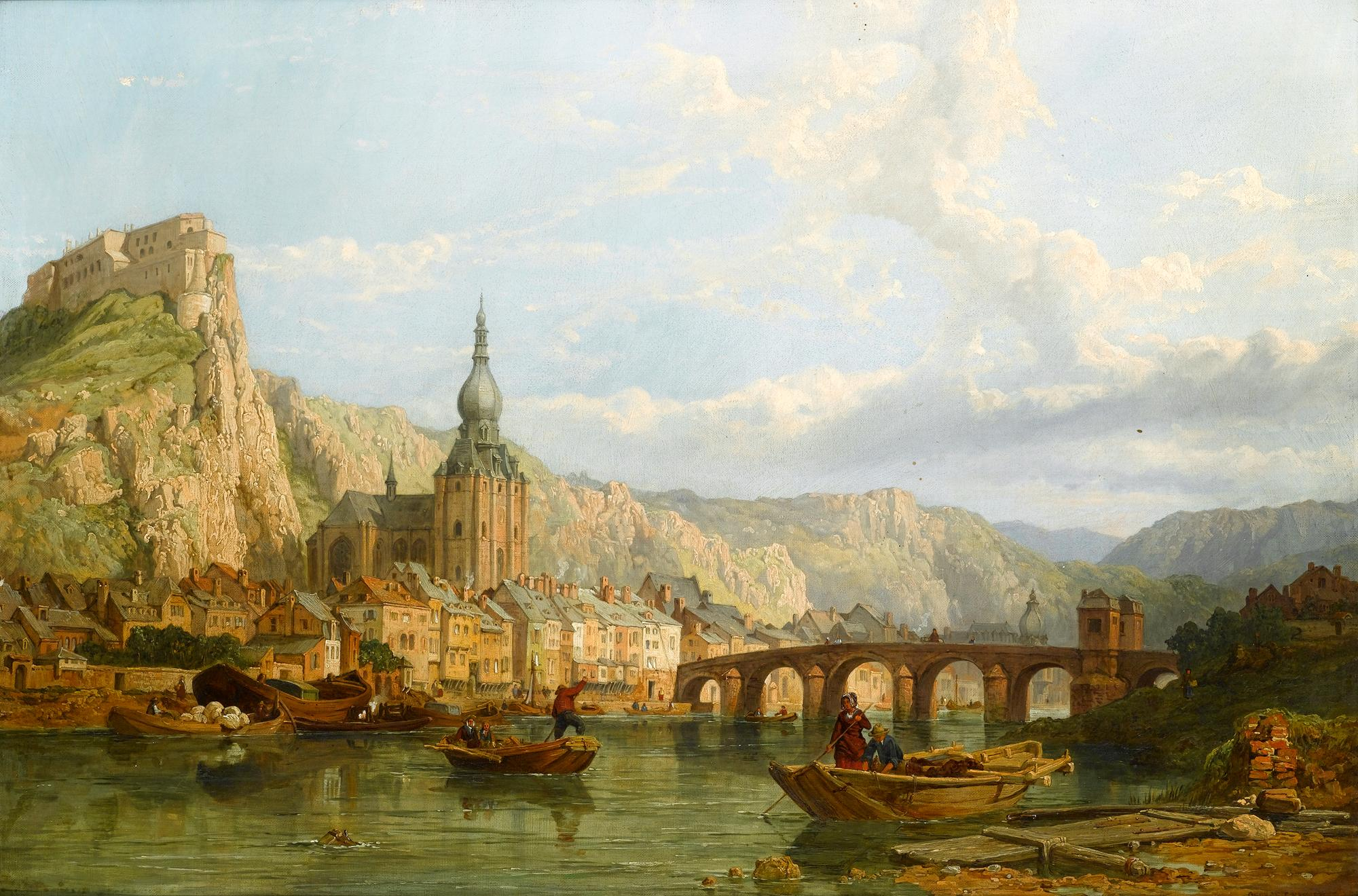
A View of Dinant, Belgium
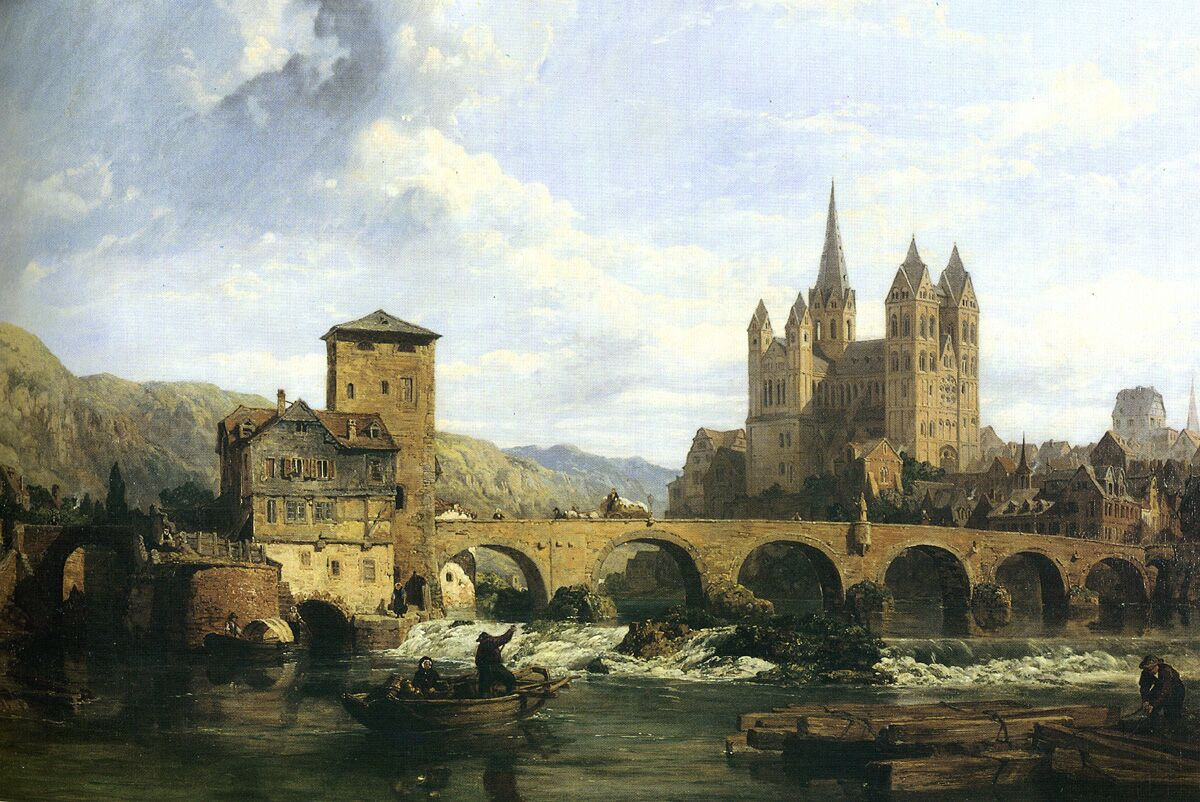
Limburg seen from the west (1862)
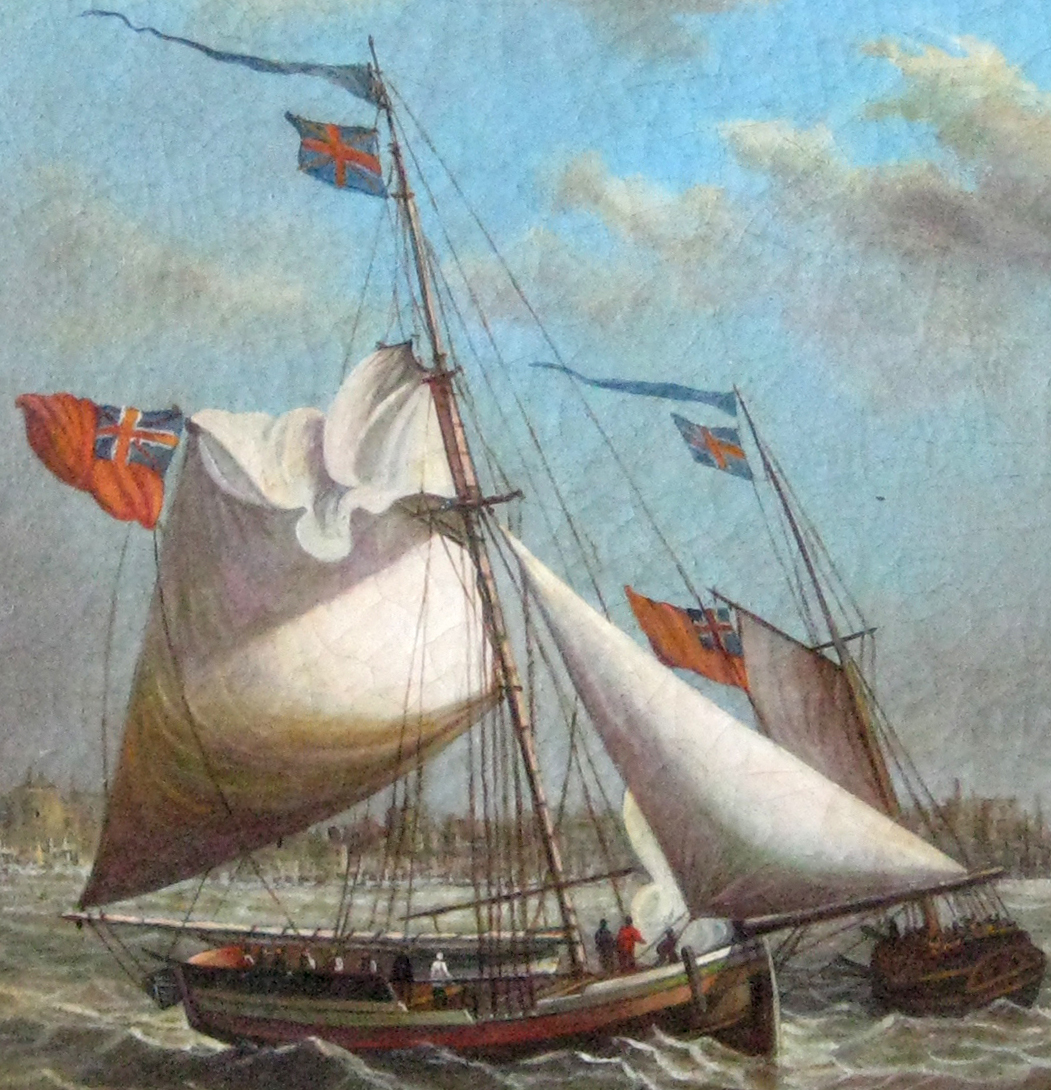
Shipping off the Coast

## Famiglia
Stanfield sposò nel 1854 la figlia della sorellastra di suo padre, Maria Blackburn, e si stabilì ad Hampstead, nel nord di Londra. Ebbero cinque figli maschi e due femmine. Dopo la morte di suo padre nel 1867, Stanfield incontrò difficoltà economiche e si ammalò. Morì nella casa della sorella ad Hampstead, il 22 marzo 1878.